# Wilhelmsburger Industriebahn
Die Wilhelmsburger Industriebahn ist eine ehemalige private Eisenbahnanlage in Hamburg. Sie diente dem Güterverkehr im Industriegebiet der ehemaligen preußischen Stadtgemeinden Wilhelmsburg und Harburg und ging später auf in einer Nachfolgegesellschaft der Hamburger Hafenbahn. Die Gleise verliefen teils mitten durch die dichte Wohnbebauung. Eine Übergabe der Wagen auf die Staatsbahn erfolgte im Bahnhof Wilhelmsburg. Die Stilllegung der Stammtrasse zwischen Menge- und Veringstraße erfolgte zum 25. September 1985, nachdem eine Gleisverbindung außerhalb der Wohngebiete in Betrieb genommen wurde.

## Besonderheiten
Die Betreibergesellschaft der Wilhelmsburger Industriebahn richtete zu Beginn des 20. Jahrhunderts auf dem Betriebsgelände am Industriebahnhof einen eigenen Begräbnisplatz ein. Der sogenannte Bahnhofsfriedhof Wilhelmsburg (oder auch Eisenbahnerfriedhof) wurde für Werksangestellte und deren Angehörige unter der Trägerschaft der Ev. Kirchengemeinde St. Raphael bis in die 1980er Jahre genutzt.